# Rikuto Kobayashi
Rikuto Kobayashi (Japans: 小林利徠斗, Kobayashi Rikuto, Yamagata, 1 juli 2005) is een Japans autocoureur. In 2023 won hij de titel in het Japans Formule 4-kampioenschap.

## Carrière

### Formule 4
Kobayashi maakte zijn debuut in het formuleracing in 2022 in het Japans Formule 4-kampioenschap voor het team TGR-DC Racing School. Op het Sportsland SUGO stond hij voor het eerst op het podium, voordat hij in het laatste raceweekend op de Twin Ring Motegi zijn eerste zege behaalde. Met 120 punten werd hij zesde in de eindstand.
In 2023 bleef Kobayashi actief in de Japanse Formule 4 bij TGR-DC Racing School. Hij won vijf races: drie op de Fuji Speedway en een op zowel Autopolis als Motegi. Daarnaast stond hij nog vier keer op het podium. Met 221 punten werd hij gekroond tot kampioen in de klasse.

### Super Formula Lights
In 2024 stapte Kobayashi over naar de Super Formula Lights, waarin hij voor het team TOM'S uitkwam. Hij won drie races op Fuji, de Suzuka International Racing Course en Motegi. Daarnaast behaalde hij nog acht podiumfinishes. Met 86 punten werd hij achter Syun Koide tweede in het eindklassement. Aan het eind van het jaar debuteerde hij tevens in de Grand Prix van Macau. Hij kwalificeerde zich op plaats 23 en beëindigde de kwalificatierace op positie 21, voordat hij in de hoofdrace twaalfde werd.
In 2025 bleef Kobayashi actief in de Super Formula Lights bij TOM'S.

### Super GT
In 2024 debuteerde Kobayashi naast de Super Formula Lights eveneens in de GT300-klasse van de Super GT, waarin hij voor het team apr de auto met Hiroaki Nagai deelde. Hij kende een lastig seizoen waarin een achttiende plaats op Fuji zijn beste race-uitslag was. Hierdoor behaalde hij geen kampioenschapspunten.
In 2025 bleef Kobayashi rijden in de GT300-klasse van de Super GT, maar stapte hierbinnen over naar CarGuy MKS Racing als teamgenoot van Zak O'Sullivan.

### Super Taikyu
In 2024 kwam Kobayashi in de Super Taikyu uit voor het team KTMS in de ST-2-klasse als teamgenoot van Kengo Ichijo en Shunji Okumoto. Hij won driemaal op SUGO, Autopolis en Suzuka en stond ook op het Okayama International Circuit op het podium. Met 124 punten werd hij kampioen in de klasse.
In 2025 bleef Kobayashi actief in de Super Taikyu, maar stapte hij over naar het team apr in de ST-X-klasse.

### Super Formula
In 2025 maakt Kobayashi zijn debuut in de Super Formula, waar hij bij het Itochu Enex Wecars Team Impul de geblesseerde Oliver Rasmussen verving in het tweede raceweekend op Motegi.